# John French, 1. Earl of Ypres

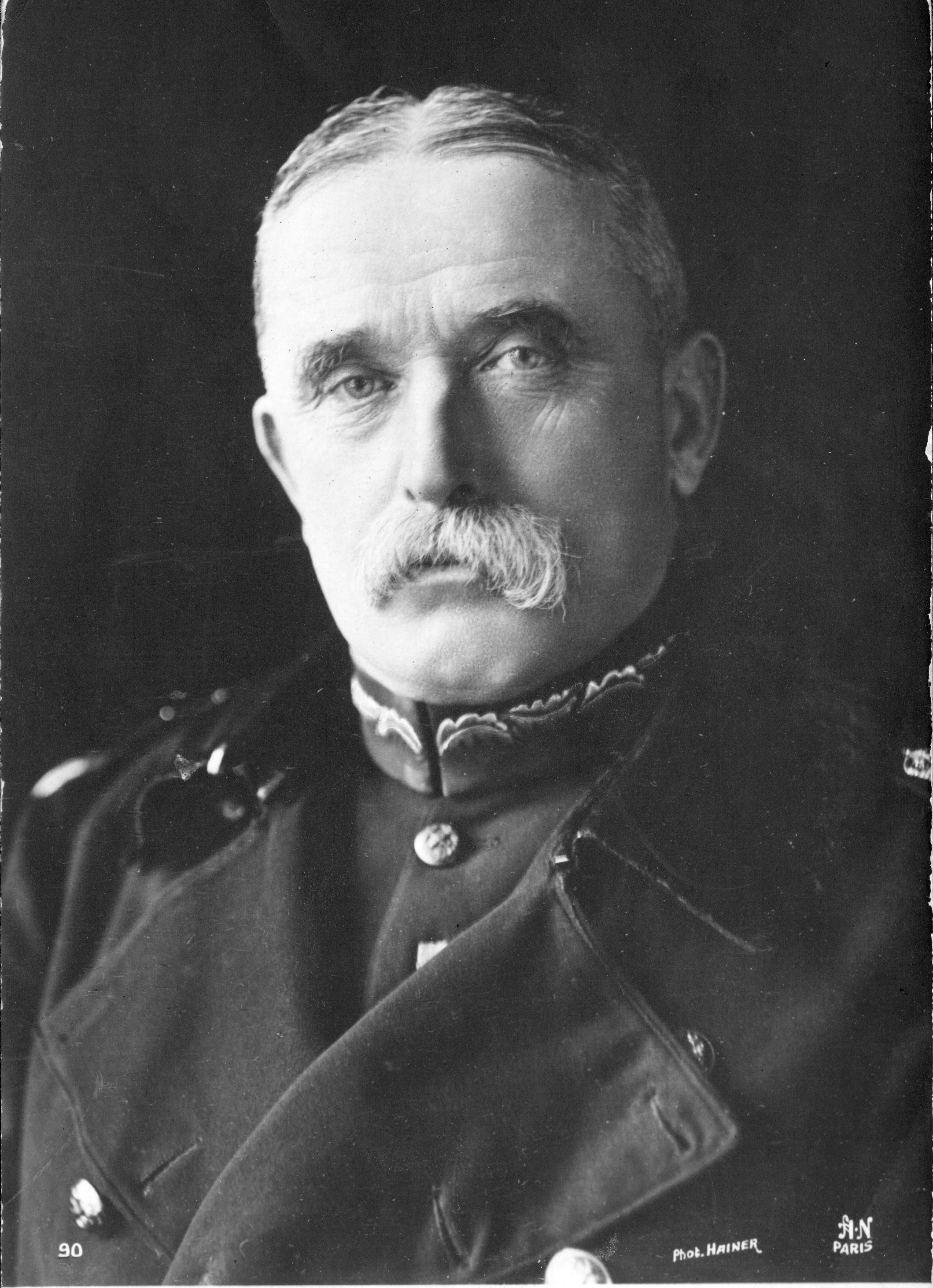
John French

John Denton Pinkstone French, 1. Earl of Ypres,  KP, GCB, OM, GCVO, KCMG, PC (* 28. September 1852 in Ripple Vale, Kent; † 22. Mai 1925 in Deal, Kent) war ein britischer Feldmarschall. Er kämpfte in verschiedenen Kolonialkriegen und führte die britischen Truppen an der Westfront in der ersten Phase des Ersten Weltkrieges.

## Leben

### Herkunft und Jugend
John French war der einzige Sohn von sieben Kindern des Marineoffiziers William French und seiner Ehefrau Margaret Eccles. 1854 starb der Vater und die Mutter wurde wegen psychischer Leiden behandelt. Zusammen mit seiner älteren Schwester Charlotte kam John French 1863 nach London, um dort bei Verwandten zu leben. Seine Schwester nahm als Suffragette und Sinn-Féin-Mitglied während seiner gesamten Karriere eine kritische Haltung zu ihm ein. Seine jüngste Schwester Katherine Harley half während des Ersten Weltkrieges bei der Gründung und Organisation des britischen Frauennotdienstes.

### Afrika

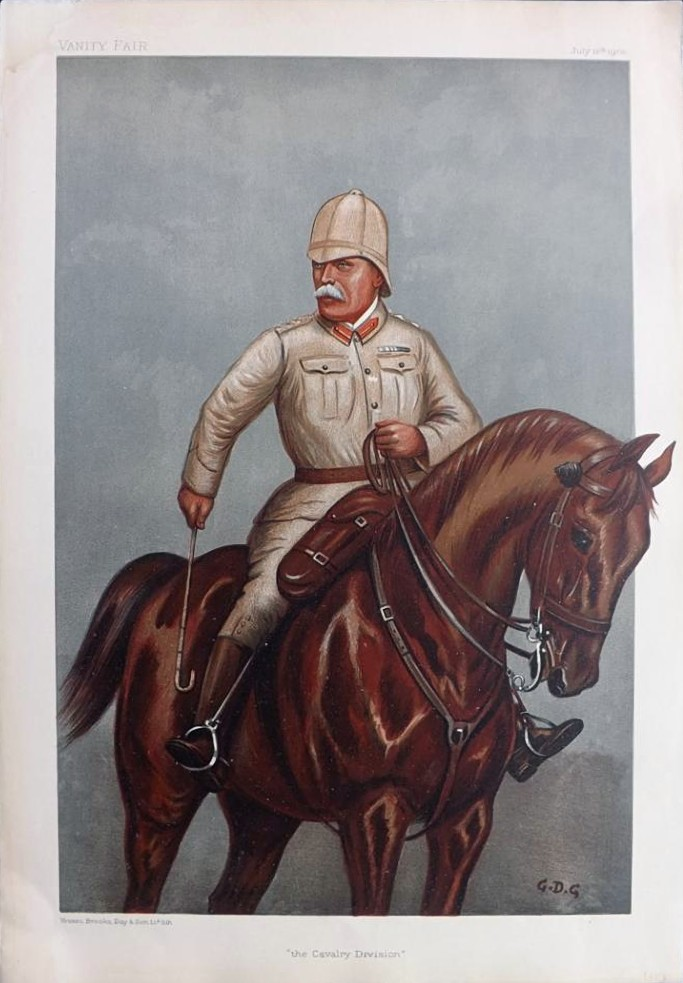
John French, Karikatur aus Vanity Fair Juli 1900

French trat 1866 in die Royal Navy ein und wechselte 1874 als Offizier der 8th King’s Royal Irish Hussars in die British Army. 1884/85 nahm French, mit den 19th Royal Hussars, an der, von Garnet Joseph Wolseley befehligten, Gordon Relief Expedition teil. Ziel der Mission war die Rettung von Gordon Pascha vor den Mahdisten im Sudan. Dabei tat sich French in der Schlacht von Abu Klea hervor. Vier Jahre später erhielt er als Oberstleutnant das Kommando über die 19th Royal Hussars. 1895 diente er für zwei Jahre, als Assistant Adjutant-General, im Oberkommando der Armee. Im Anschluss übernahm er das Kommando über die 2. Kavalleriebrigade in Aldershot.
Nach dem Ausbruch des Burenkrieges übernahm French, als Generalmajor, unter George Stuart White das Kommando über die Kavallerie in Natal. Am 21. Oktober 1899 schlug er mit der Schlacht von Elandslaagte eines der wenigen Gefechte in diesem Konflikt, die von den Briten taktisch klar gewonnen wurden. Er entkam anschließend aus dem belagerten Ladysmith und erhielt den Befehl über die neuformierte Kavalleriedivision in der Armee Lord Roberts’. Mit dieser entsetzte er im Februar 1900 die Garnison von Kimberley und nahm an der anschließenden Schlacht von Paardeberg teil. Ab Oktober 1900 befehligte er den Distrikt Johannesburg, und ab Juni 1901 war er militärischer Befehlshaber der Kapkolonie. Noch in Südafrika erfuhr er, dass er in Nachfolge Redvers Bullers zum Kommandierenden General des I. Armeekorps und Befehlshaber der Garnison Aldershot ernannt worden war.
Im großen Manöver von 1903 kommandierte French eine der beiden Seiten, während Evelyn Wood die andere Seite führte. 1907 wurde er Generalinspekteur und 1912 Chef des Imperialen Generalstabes. Im Juni 1913 wurde er zum Feldmarschall ernannt. Infolge des Curragh-Zwischenfalls, im Frühjahr 1914, trat er von seinem Posten zurück, blieb aber erster Kandidat für die Führung eines Expeditionskorps im Kriegsfall.

### Erster Weltkrieg

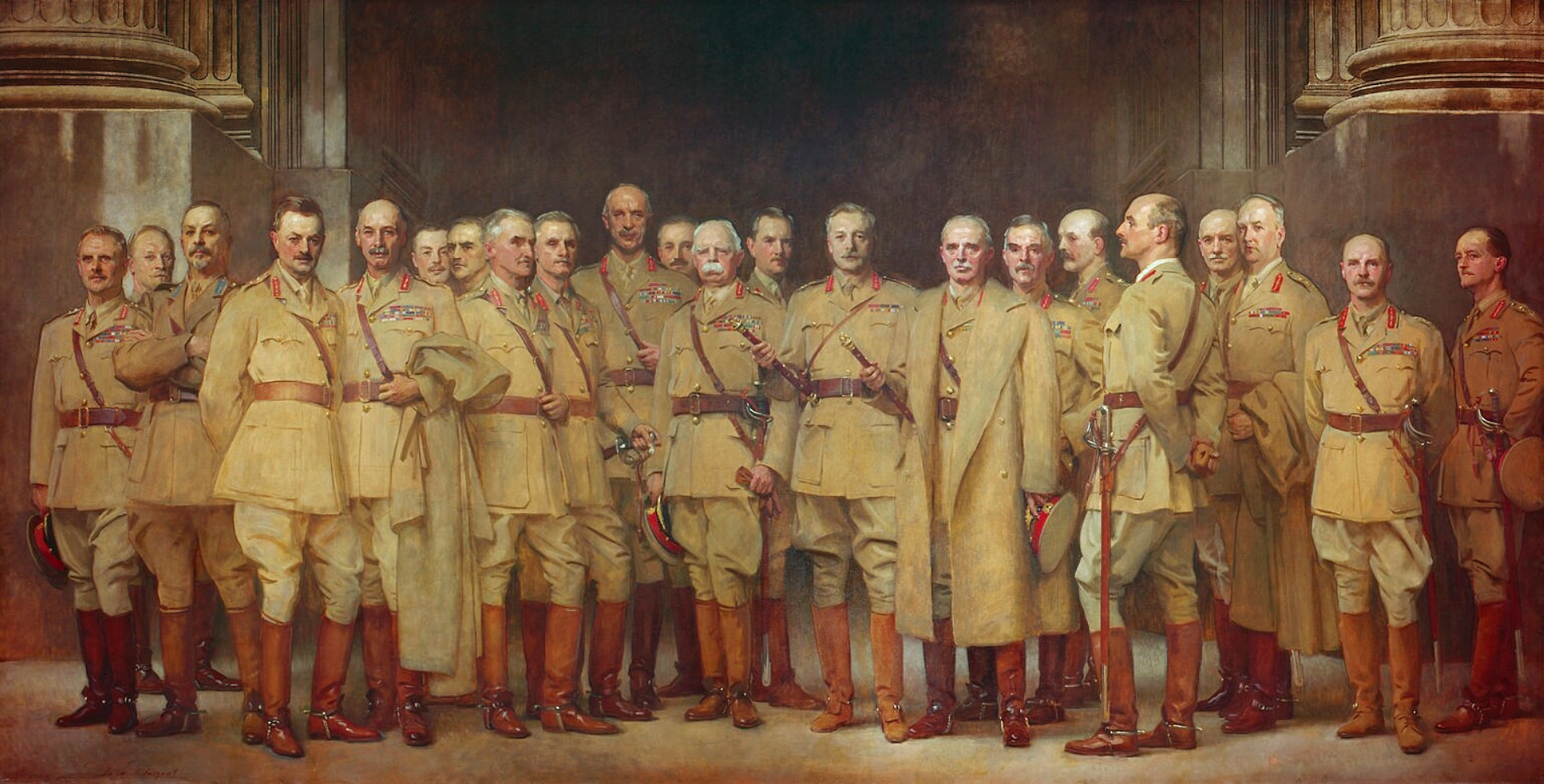
John French (15. v.l.) auf dem Bild General Officers of World War I von John Singer Sargent

Nach Ausbruch des Ersten Weltkrieges wurde French Oberbefehlshaber der British Expeditionary Force in Frankreich. Nachdem die ersten Einheiten am 11. August in Le Havre angelandet waren, bestand die British Expeditionary Force bis Herbst 1914 aus vier Infanteriedivisionen und einer Kavalleriedivision. Der deutsche Vormarsch verlief zu Beginn des Feldzug erfolgreich. Durch eine überraschende Gegenoffensive von French und dem französischen General Joseph Joffre wurde dieser in der Marneschlacht gestoppt. Die Schlacht markiert damit den ersten Wendepunkt des Ersten Weltkrieges. Ab Mitte Oktober 1914 war Frenchs British Expeditionary Force in fünf Korpsgruppen organisiert. 
French kommandierte die britischen Truppen in der Ersten Flandernschlacht und Zweiten Flandernschlacht (englisch Battle of Ypres). Diese markierten das Ende der ersten Phase des Krieges. Zum Jahresende 1914 wurde die British Expeditionary Force in zwei Armeen neu organisiert. 
Wegen seiner kraftlosen und unentschlossenen Führung wurde French, im weiteren Verlauf, für die britischen Fehlschläge und die hohen Verluste verantwortlich gemacht. Im Dezember 1915 wurde er durch seinen Stellvertreter, den Oberbefehlshaber der 1. Armee, Douglas Haig ersetzt.
In Anerkennung seiner Verdienste wurde French am 1. Januar 1916 als Viscount French, of Ypres and of High Lake in the County of Roscommon, zum Peer ernannt und später, am 5. Juni 1922, zum Earl of Ypres erhoben.

### Einsatz in der Heimat
Nach England zurückgekehrt, diente French bis 1918 als Kommandeur der Home Forces und war danach bis 1921 Lord Lieutenant of Ireland in der Regierung Lloyd George. Nach seinem Übertritt in den Ruhestand wurde French vom Parlament eine Summe von 50.000 £ zugesprochen und er erhielt das Amt eines Festungsgouverneurs von Deal Castle, wo er bis zu seinem Tod lebte.
Er starb am 22. Mai 1925 in Deal Castle, wurde im Golders Green Crematorium eingeäschert und im Kirchhof von Ripple, Kent, bestattet.

## Ehe und Nachkommen
Am 19. August 1880 hatte er Eleanora Anna Selby-Lowndes (1844–1941) geheiratet. Mit ihr hatte er drei Söhne und zwei Töchter:
- John Richard Lowndes French, 2. Earl of Ypres (1881–1958), ⚭ (1) 1916 Olivia Mary John († 1934), ⚭ (2) 1941 Violet Laird Irvine († 1970);
- Mary Eleanora Marguerite French (1882–1882);
- Hon. (Edward) Gerald Fleming French (1883–1970), ⚭ 1906 Leila King († 1959);
- Aubrey Arthur Charles French (1887–1889);
- Lady Essex Eleanora French († nach 1918).

## Werke
- 1914. Cassell, London 1919